# Ulrich Strothjohann
Ulrich Strothjohann (* 1954 in Rheda-Wiedenbrück) ist ein deutscher Künstler.

## Leben
Strothjohann studierte an der Universität der Künste Berlin. Er war Assistent von Martin Kippenberger: Strothjohann fertigte von 1989 bis 1991 nahezu in Eigenregie Arbeiten für die Ausstellungen „VIT 89“, „Haus Schloss Case“ 1990 in New York, „Martin Kippenberger“ 1990, „New York (Put Your eye in Your Mouth)“, 1991 in San Francisco sowie „Tiefes Kehlchen“ in Wien. Carpenter geht sogar so weit zu sagen, der Bildhauer Martin Kippenberger war in diesen zwei Jahren Ulrich Strothjohann. Dieses Assistentenverhältnis endete, indem sich Strothjohanns Ideen erschöpften und für Kippenberger vorhersehbar und damit uninteressant wurden. Damit hatte sich die Funktionalisierung von Strohjohann durch Kippenberger verbraucht und das Modell „Kippenberger Assistenz“ ein Ende genommen.

## Filmografie
- Kippenberger – Der Film; Deutschland/Österreich 2005; Buch und Regie: Jörg Kobel

## Ausstellungen (Auswahl)
- 2011 Sonnenblenden und Laufgänge, adamski / gallery for contemporary art, berlin - Berlin[2]
- 2004 Homemade: Autopilot. NAK Neuer Aachener Kunstverein, Aachen
- 2003 Under New Management, M 29, Nickifor Brückner&Babette Richter, Köln
- 2003 Johnny Straw, Lab of Photon, Hamburg
- 1998 Quasi dichotomatische Angelegenheit (mit Iskender Yediler), Galerie Christian Nagel, Köln
- 1997 Magazin4, Vorarlberger Kunstverein, Bregenz (mit Ingrid Luche und Harald F.Müller), Katalog
- 1996 Eleni Koroneou Gallery, Athen
- 1995 Bingo, Galerie Christian Nagel, Köln
- 1995 Methods of Support in Unoccupied Tunnels, (mit Stephan Dillemuth), Poster Studio, London
- 1995 Ausstellung für einen Tag, Galerie Christian Nagel, Köln
- 1994 MOMAS (Museum of Modem Art Syros), Syros (mit Christopher Wool)
- 1994 The Supershadows of Understatement (mit Christopher Wool), Eleni Koroneou Gallery, Athen
- 1992 Forum Stadtpark, Prag (mit Cosima von Bonin)

## Werke in öffentlichen Sammlungen
- Sammlung zeitgenössischer Kunst der Bundesrepublik Deutschland, Bonn

## Veröffentlichungen
- Löcher der Welt: Ein topologisches Tagebuch/Mapping Holes: A Topological Diary. Hatje Cantz 2016, ISBN 978-3-7757-4202-3.[3]